# Apheliona octava
Apheliona octava är en insektsart som beskrevs av Irena Dworakowska 1994. Apheliona octava ingår i släktet Apheliona och familjen dvärgstritar. Inga underarter finns listade i Catalogue of Life.